# Antonio Salomone

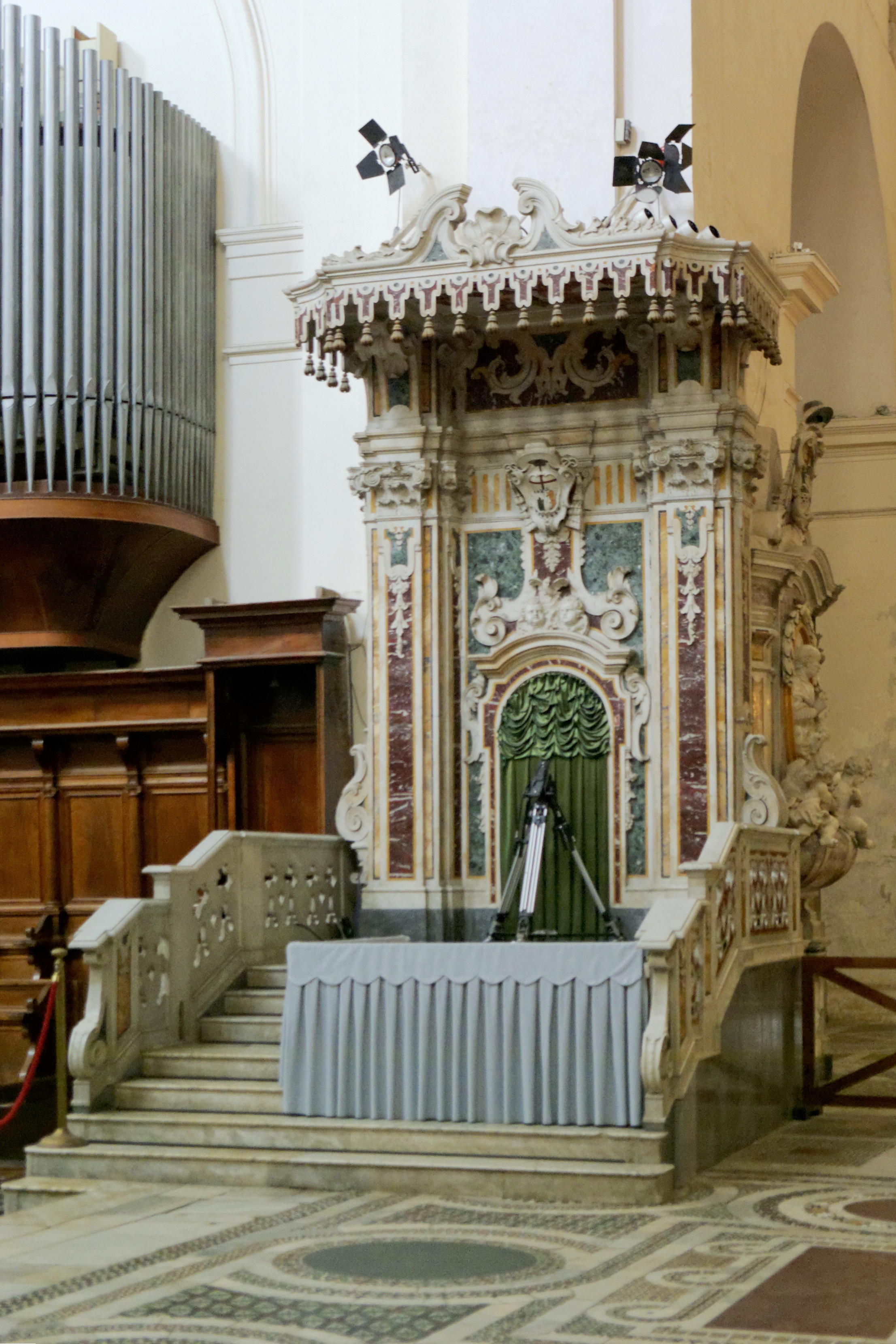
Aartsbisschoppelijke troon van Salerno. Salomone was er de laatste primaat der Beide Siciliën

Antonio Salomone (Avellino, 15 april 1803 – Napels, 9 maart 1872) was een prelaat in het Koninkrijk der Beide Siciliën. Hij was bisschop van Mazara del Vallo (1845-1857) op Sicilië en aartsbisschop van Salerno (1857-1872).
Hij was de laatste primaat van de Beide Siciliën, omdat de Beide Siciliën opgingen in het eengemaakte koninkrijk Italië (1860).

## Levensloop
Salomone werd geboren in Avellino in het koninkrijk Napels. Zijn ouders waren Vincenzo Salomone en Giuseppina Catalano. In 1827 werd hij tot priester gewijd. Het koninkrijk der Beide Siciliën was intussen opgericht in 1815 tijdens de Restauratie van het Huis Bourbon.

### Bisschop van Mazara del Vallo
Salomone werd in 1845 gewijd tot bisschop van Mazara del Vallo. Het jaar 1848 was een revolutiejaar in Sicilië en elders in Europa en kende in Mazara del Vallo naweeën. Salomone had sympathie voor de liberale ideeën en moderniseerde het priesterseminarie. Hij trok nieuwe docenten aan en sommige cursussen werden opengesteld voor niet-priester studenten. Hij stelde zich verzoenend op tussen de Sicilianen die dweepten met Garibaldi en de eenmaking van Italië enerzijds en de aanhangers van het Bourbon-bewind anderzijds. 

### Aartsbisschop van Salerno

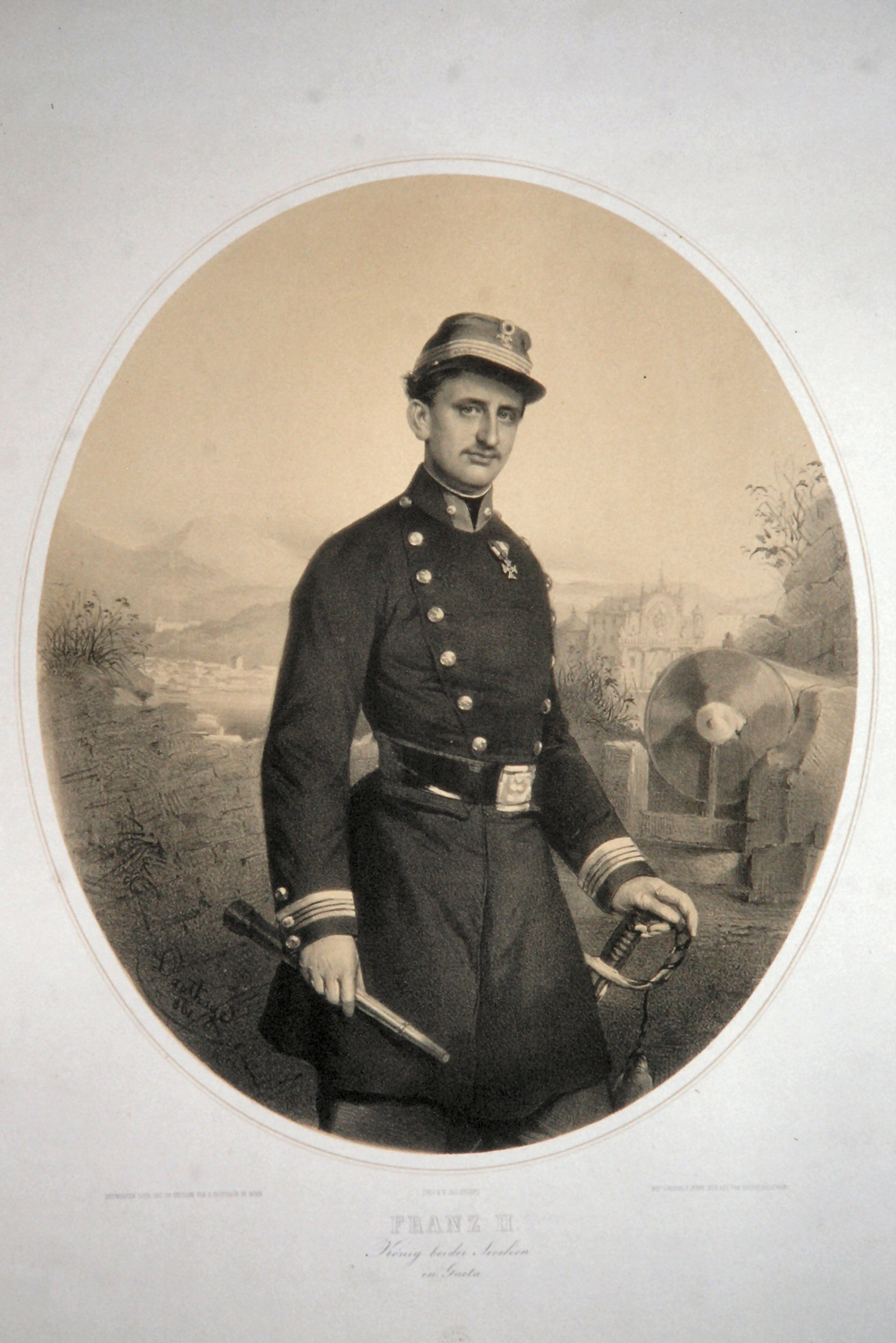
Frans II, laatste koning der Beide Siciliën

Zijn bevordering tot aartsbisschop van Salerno, nabij Napels, vond plaats in 1857 door een beslissing van paus Pius IX. Deze aanstelling ging gepaard met de titel van primaat van de Beide Siciliën, de hoogste rang die een prelaat in de Beide Siciliën kon bereiken.
Op 6 september 1860 stonden Garibaldi en zijn troepen in Salerno; het was daags voor Garibaldi’s intocht in Napels en de val van het koninkrijk der Beide Siciliën. Aartsbisschop Salomone organiseerde een Te Deum op 11 september ten gunste van het nieuwe revolutionaire bewind. Doch hij viel uit door ziekte en aartsdiaken Ignazio Gaudiosi nam zijn plaats in. Na de kerkdienst bestormde het volk van Salerno zijn paleis. Ze pikten zijn afwezigheid niet. Ze riepen dat de aartsbisschop toch niet zo gunstig stond tegenover de val van het Huis Bourbon zoals hij altijd beweerde. De zieke Salomone kon nog net Salerno ontvluchten. Via Napels reisde hij door naar Rome, hoofdstad van de Pauselijke Staat. Salomone verbleef in ballingschap in Rome van 1860 tot 1866.
In Salerno heerste een grimmige antiklerikale sfeer. Tijdens de periode van ballingschap werd Salomone tweemaal voor de rechtbank in Salerno gedaagd. Het eerste proces liep in de jaren 1861-1863. Alfonso Orilia, officier van de Nationale Wacht, beschuldigde de aartsbisschop van diefstal, samenzwering en despotisme. Salomone werd vrijgesproken. Een tweede proces liep van 1864 tot 1865. De beschuldiging luidde briefwisseling met ex-koning Frans II en nog andere activiteiten van spionage voor het Huis Bourbon. Salomone werd vrijgesproken.
In 1866 keerde Salomone terug naar Salerno en zijn aartsbisschoppelijke troon. In 1869 werd hij opnieuw voor de rechtbank gedaagd. Het derde proces focusseerde op een herderlijk schrijven van hem. Het was een openbare brief aan de geestelijkheid naar aanleiding van het op handen zijn Eerste Vaticaans Concilie. Sommige passages werden gelezen als opruiend naar de Italiaanse Staat toe. Door tussenkomst van de procureur-generaal werd het derde proces afgeblazen.
De gezondheid van Salomone ging snel achteruit in 1871. Hij liet zich verzorgen in Napels, waar hij stierf in 1872. Zijn graftombe staat in de kathedraal van Salerno. De graftekst maakt melding van zijn langdurige ziekte.